# Najazd Brzetysława I na Polskę
Najazd Brzetysława I na Polskę (też: Najazd Brzetysława) – zbrojne wtargnięcie wojsk czeskich dowodzonych przez księcia Brzetysława I na ziemie polskie. Następstwem najazdu było przyłączenie do Czech Śląska oraz doszczętne spustoszenie Wielkopolski. Najazd miał miejsce w 1038 roku (według niektórych źródeł w 1039).

## Bunt możnych i powstanie ludowe
Klęski ponoszone przez Polskę za panowania Mieszka II, mocno nadwyrężyły zarówno gospodarkę kraju, jak i autorytet dynastii Piastów (w 1031 jednoczesne wyprawy zbrojne na państwo Piastów księcia kijowskiego Jarosława Mądrego i cesarza Konrada II). Po śmierci Mieszka II (w 1034 roku), władzę przejął jego syn Kazimierz. Wówczas, w bliżej nieokreślonych okolicznościach doszło do buntu możnowładców. Bunt zmusił Kazimierza oraz jego matkę Rychezę do ucieczki z kraju. Władzę na ziemiach polskich przejęli możnowładcy, którzy objęli rządy nad poszczególnymi dzielnicami kraju.
Wkrótce jednak przeciwko możnowładcom wybuchło wielkie antyfeudalne powstanie ludowe, które objęło centralne dzielnice kraju, głównie Wielkopolskę. Lud wystąpił również przeciwko Kościołowi i chrześcijaństwu pod hasłem powrotu do dawnej religii. Wydarzenie to jest znane jako reakcja pogańska. Rebelia była reakcją na wzrastający ucisk niższych warstw ludności, ze strony możnych świeckich i duchownych.

## Najazd czeski

Zasięg czeskiego najazdu i zdobyczy terytorialnych w 1038 roku

Książę czeski Brzetysław I, obserwując wydarzenia w Polsce zdał sobie sprawę, że stan anarchii i bezkrólewia jaki tam panuje jest dla niego świetną okazją, aby odzyskać utracone niegdyś przez Czechy Śląsk i Małopolskę, a równocześnie osłabić sąsiada. Latem 1038 roku (według innych źródeł 1039), armia czeska przekroczyła granicę Polski. Pozbawione przywództwa siły polskie prawdopodobnie nie stawiały większego oporu. Brzetysław bez trudu zajął Śląsk i ruszył dalej na północ. Także w ogarniętej zamieszkami Wielkopolsce miasta i grody padały prawie bez walki przed armią najeźdźców. Napastnicy zdobyli między innymi Poznań, Gniezno i Giecz, a według Kosmasa także Kraków, jednak ten ostatni fakt jest kwestionowany przez historyków.
Brzetysław nie zamierzał przyłączać Wielkopolski do Czech, jak to uczynił z Śląskiem. W zamian postanowił jednak doszczętnie ją spustoszyć, aby raz na zawsze zniszczyć potęgę północnego sąsiada. Przede wszystkim ogołocił dzielnicę ze skarbów kościelnych, które dostały się w jego ręce. Obecny przy królu biskup praski Sewer zagrabił także cenne relikwie – ciało św. Wojciecha, Gaudentego oraz zwłoki Pięciu Braci Męczenników, które przewieziono z Gniezna do Pragi i uroczyście złożono w katedrze św. Wita na Hradczanach. Łupem Czechów stał się też w Gnieźnie krzyż złoty ofiarowany przez Mieszka I, który ważył trzy razy tyle co on sam, złote tablice wysadzane klejnotami i wiele innych kosztowności. Ponadto żołnierze czescy zburzyli budowle sakralne w Poznaniu, które zostały wzniesione przez Mieszka I na uroczystość chrztu Polski, a także splądrowali grobowiec tego władcy. Brzetysław zrujnował również gród oraz kościół kamienny na wyspie Jeziora Lednickiego w Wielkopolsce.
Jak pisał Gall Anonim: „I tak długo wspomniane miasta pozostawały w opuszczeniu, że w kościele św. Wojciecha Męczennika i św. Piotra Apostoła dzikie zwierzęta znalazły legowiska”.
Oprócz zniszczeń i rabunku, Brzetysław rozpoczął brankę ludności polskiej. Mieszkańcy ziem wielkopolskich byli brani w niewolę, a następnie pędzeni do Czech i tam osadzani jako siła robocza. Z Giecza, którego ludność poddała się bez walki, Brzetysław przesiedlił licznych rzemieślników do Czech, do miejscowości zwanej odtąd Hedčany (od czeskiej nazwy Giecza – Hedeč).

## Skutki najazdu czeskiego

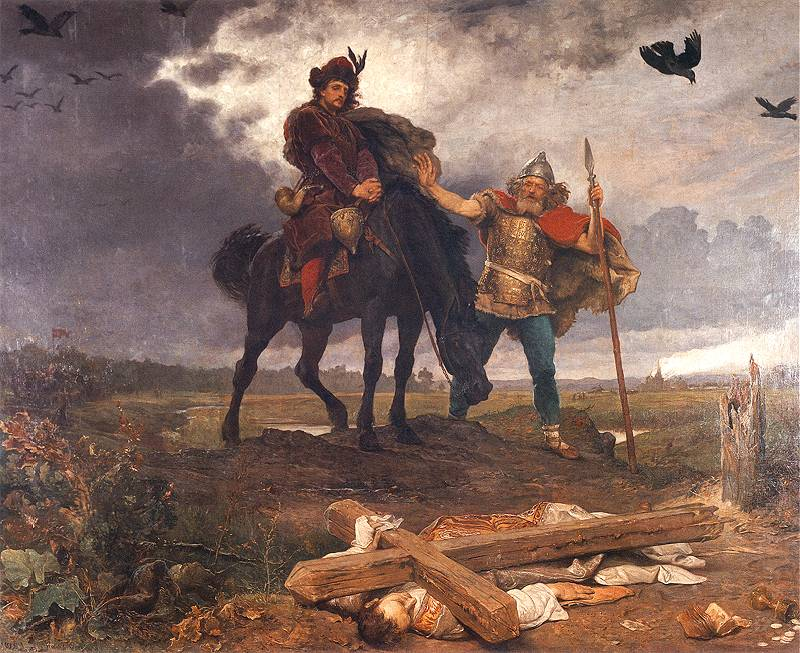
Obraz Wojciecha Gersona przedstawiający księcia Kazimierza I Odnowiciela powracającego do zniszczonego kraju

Najazd Brzetysława był jedną z największych tragedii, jakie dotknęły ziemie polskie w okresie średniowiecza, a jego skutki poważnie zagroziły dalszemu istnieniu państwa polskiego. Oprócz zajęcia Śląska i Małopolski oraz spustoszenia ziemi wielkopolskiej, od państwa polskiego odpadło Mazowsze, gdzie niezależne państwo utworzył możnowładca Miecław. Oddzieliło się także Pomorze Gdańskie. Sytuację komplikowały najazdy Prusów i Pomorzan na ogarniętą anarchią Wielkopolskę.
Zupełny rozkład państwa polskiego i wzrost potęgi Czech nie leżał jednak w interesie cesarza – Henryka III, który nie chciał, by jakiekolwiek państwo wschodnie zbytnio się wzmocniło. Pod koniec 1039 roku Kazimierz powrócił do kraju ze zbrojną pomocą niemiecką. Dodatkowo uzyskał pomoc ze strony księcia Rusi Kijowskiej – Jarosława Mądrego, który również nie chciał dopuścić do zapanowania trwałej anarchii w Polsce. Dzięki tej pomocy Kazimierz odzyskał władzę w Wielkopolsce, gdzie ludność przyjęła go jako prawowitego monarchę. Z pomocą wojsk niemieckich i ruskich złamał też separatyzm mazowiecki i odzyskał Pomorze Gdańskie. W późniejszym okresie wznowił wojnę z Czechami odzyskując Małopolskę i Śląsk (rok 1050), z którego musiał jednak płacić Czechom trybut.